# Vera Nikolić
Vera Nikolić (ur. 23 września 1948 w Grabovicy w gminie Despotovac, zm. 28 czerwca 2021 w Belgradzie) – serbska lekkoatletka startująca w barwach Jugosławii, biegaczka na średnich dystansach, dwukrotna mistrzyni Europy. 
Zwyciężyła w biegu na 800 metrów na europejskich igrzyskach juniorów w 1966 w Odessie. W tym samym roku zdobyła złoty medal na tym dystansie na seniorskich mistrzostwach Europy w 1966 w Budapeszcie.
20 lipca 1968 w Londynie Nikolić ustanowiła rekord świata w biegu na 800 metrów czasem 2:00,5. Rekord ten przetrwał do 1971, kiedy to poprawiła go Hildegard Falck. Była faworytką tej konkurencji na igrzyskach olimpijskich w 1968 w Meksyku, jednak nie ukończyła biegu półfinałowego.
Zdobyła brązowy medal na 800 metrów podczas mistrzostw Europy w 1969 w Atenach.
Na kolejnych mistrzostwach Europy w 1971 w Helsinkach Nikolić ponownie została mistrzynią Europy w biegu na 800 metrów. Startowała również w biegu na 1500 metrów, ale odpadła w eliminacjach. W tym samym roku zwyciężyła na 800 metrów i na 1500 metrów na igrzyskach śródziemnomorskich w Izmirze, a także zdobyła brązowy medal w sztafecie 4 × 100 metrów. Zajęła 5. miejsce w finale biegu na 800 metrów na igrzyskach olimpijskich w 1972 w Monachium (w eliminacjach ustanowiła swój rekord życiowy i rekord Jugosławii czasem 1:59,62), a w biegu na 1500 metrów odpadła w przedbiegach.
Była mistrzynią Jugosławii w biegu na 400 metrów w 1966, w biegu na 800 metrów w latach 1966 i 1969–1973 oraz w biegu na 1500 metrów w 1071, 1973 i 1974. W 1966 roku została uznana sportowcem roku w Jugosławii.
Oprócz doprowadzenia rekordu Jugosławii na 800 metrów do czasu 1:59,62 kilkakrotnie poprawiała rekord tego kraju na 1500 metrów do wyniku 4:12,7 (6 lipca 1972 w Sztokholmie).
Zmarła w wyniku udaru mózgu, którego doznała 21 stycznia 2021 i od tego momentu przebywała w śpiączce.